# Mieczysław Koliński
Mieczysław Koliński (ur. 5 września 1901 w Warszawie, zm. 7 maja 1981 w Toronto) – muzykolog i kompozytor pochodzenia polskiego.

## Życiorys
Uczył się gry na fortepianie oraz kompozycji w Hamburgu, a następnie u Leonida Kreutzera i Paula Juona w Hochschule für Musik w Berlinie. W latach 1923–1926 studiował muzykologię na Uniwersytecie Berlińskim, gdzie jego wykładowcami byli Erich Moritz von Hornbostel, Hermann Abert, Arnold Schering i Curt Sachs. W 1930 roku uzyskał stopień doktora na podstawie dysertacji Die Musik der Primitivstämme auf Malaka und ihre Beziehungen zur samoanischen Musik (opublikowana w „Anthropos”, XXV, 1930). Od 1926 do 1933 roku pracował w berlińskim Statisches Phonogramm-Archiv. Po objęciu władzy przez nazistów w 1933 roku wyjechał do Pragi, skąd w 1938 roku emigrował do Brukseli. Ukrywał się podczas II wojny światowej. W 1951 roku osiadł w Nowym Jorku, gdzie został współzałożycielem powołanego w 1955 roku Society for Ethnomusicology i w latach 1958–1959 pełnił funkcję jego prezesa. Pracował jako terapeuta muzyczny w nowojorskich szpitalach. Od 1966 do 1976 roku wykładał na uniwersytecie w Toronto. Uczestniczył w programie badawczym Canadian Centre for Folk Culture Studies National Museum of Man w Ottawie. W 1974 roku uzyskał obywatelstwo kanadyjskie.
Opublikował pracę Konsonanz als Grundlage einer neuen Akkordlehre (Praga 1936). Głosił istnienie w muzyce pewnego zestawu uniwersaliów, wspólnych dla wszystkich kultur muzycznych niezależne od ich specyfiki lokalnej. Uważał, że przy badaniu tradycji muzycznych Europy należy wykorzystywać metody etnomuzykologii. W swoich analizach badał współzależności między elementami danego utworu muzycznego, m.in. proporcje między interwałami, przeciętne tempo czy stosunki czasowe pomiędzy wartościami rytmicznymi melodii. Dokonał transkrypcji około 2000 melodii z obszaru m.in. Afryki, Oceanii i Ameryki.

## Wybrane kompozycje
(na podstawie materiałów źródłowych)
- 2 sonaty fortepianowe (I 1919, II 1946 zrewid. 1966)
- Sonata skrzypcowa (1924)
- Sonata wiolonczelowa (1926)
- Sekstet liryczny na sopran, flet i kwartet smyczkowy (1929)
- 4 suity na fortepian (1929–1946)
- Kwartet smyczkowy (1931)
- balet Expresszug-Phantasie (wyst. Salzburg 1935)
- Concertina na sopran, kwartet smyczkowy i fortepian (1951)
- Dahomey Suite na flet lub obój i fortepian lub kwartet smyczkowy (1951)
- Hatikvah Variations na kwartet smyczkowy (1960)
- Dance Fantasy na smyczki (1968)
- Encounterpoint na organy i kwartet smyczkowy (1973)
- Concertina na sopran, klarnet i fortepian (1974)